# Shūgiin-Wahl 2024
Die Shūgiin-Wahl 2024, formaler die 50. allgemeine Wahl der Shūgiin-Abgeordneten (japanisch 第50回衆議院議員総選挙 dai-50-kai Shūgiin-giin sō-senkyo), fand am 27. Oktober 2024 statt. Das Shūgiin (Abgeordneten-/Repräsentantenhaus), das Unterhaus der japanischen Nationalversammlung, war dafür vom regierenden ersten Kabinett Ishiba am 9. Oktober 2024 aufgelöst worden. Die amtliche Bekanntmachung („kōji“), der gesetzliche Wahlkampfbeginn, Meldeschluss für Kandidaten und Parteilisten und Beginn der vorzeitigen Wahl, erfolgte damit am 15. Oktober.
Zur Wahl standen alle 465 Abgeordnete im Shūgiin, unverändert 176 in elf regionalen Verhältniswahlkreisen („-blöcken“) und 289 in relativer Mehrheitswahl in Einmandatswahlkreisen, wobei die Wahlkreise bei einer 2022 erfolgten Neuverteilung nach den Einwohnerzahlen der Volkszählung von 2020 per Adams-Verfahren neu auf die Präfekturen verteilt und neugeordnet worden sind. Nach einer allgemeinen Shūgiin-Wahl muss das Kabinett zurücktreten und eine neue Wahl des Premierministers durchgeführt werden.
Gleichzeitig wurde, wie immer, der Volksentscheid über den Verbleib der Richter am Obersten Gerichtshof durchgeführt. Ebenfalls am 27. Oktober fanden eine Nachwahl in Iwate zum Sangiin (Rätehaus/Senat), dem Oberhaus des Nationalparlaments (gesetzlicher Wahlbeginn dafür 10. Oktober), und die Gouverneurswahlen in Toyama und Okayama statt.

## Vorgeschichte

Zustimmung (grün) und Ablehnung (rot) für die Kabinette Kishida 2021–2024 gemittelt aus verschiedenen Umfragen

Bei der Senatswahl 2022 verzeichnete die von Fumio Kishida geführte Regierungskoalition aus Liberaldemokratischer Partei (LDP) und Kōmeitō unter dem Eindruck des Attentats auf Shinzō Abe im Wahlkampf und gegen uneinheitliche Opposition noch Sitzgewinne. Aber bald nach der Wahl überschritt die Ablehnungsrate die Zustimmungsrate zum Kabinett Kishida. Die Verbindungen vieler LDP-Politiker zur Vereinigungskirche („Mun-Sekte“), die in der Folge des Attentats untersucht und offengelegt wurden, schadeten dem Ansehen der LDP. Die Kōmeitō ist selbst mit einer religiösen Bewegung (Sōka Gakkai) verbunden. Auch der Streit um das Staatsbegräbnis für Shinzō Abe schadete dem Ansehen der Regierung bei Teilen der Bevölkerung.
Im Dezember 2023 wurde öffentlich, dass mehrere Faktionen der LDP, darunter mit der Abe-Faktion die größte, Kickbacks aus Fundraisingparties in schwarze Kassen abgezweigt und nicht als politische Gelder deklariert hatten. Kishida versprach Aufklärung, entfernte die meisten Mitglieder der Abe-Faktion aus Kabinett und Parteiführung, und neben den staatsanwaltschaftlichen Ermittlungen wurden parteiinterne Disziplinarverfahren eingeleitet. Aber die Zustimmungswerte zu Kishidas Regierung brachen weiter ein. Bei der turnusmäßigen Wahl des LDP-Vorsitzenden im September 2024 trat Kishida nicht mehr für eine zweite Amtszeit an.

## Ausgangslage
Die Koalitionsregierung wird seit 1. Oktober 2024 vom neu gewählten LDP-Vorsitzenden Shigeru Ishiba geführt, der sich gegen Sanae Takaichi in der Stichwahl für den Parteivorsitz durchgesetzt hat. Auch die Kōmeitō hat seit September 2024 mit Keiichi Ishii ohne Gegenkandidat einen neuen Parteivorsitzenden. Die Konstitutionell-Demokratische Partei (KDP), bisher größte Oppositionspartei, wählte im September 2024 den ehemaligen Premierminister Yoshihiko Noda zum Parteivorsitzenden. Vorsitzender der bisher zweitgrößten Oppositionspartei Nippon Ishin no Kai ist unverändert Nobuyuki Baba mit dem Gouverneur von Osaka Hirofumi Yoshimura als Kovorsitzenden. Die Kommunistische Partei Japans (KPJ) hat mit Tomoko Tamura seit Anfang 2024 eine neue Vorsitzende. Die Demokratische Volkspartei (DVP) wird immer noch von ihrem Gründungsvorsitzenden Yūichirō Tamaki geführt.
Zur amtlichen Bekanntmachung gab es 1344 Kandidaten, darunter 314 Frauen (23,4 %), ein neuer Rekord. Anders als 2021 gibt es in weiten Teilen des Landes bei der Mehrheitswahl keine gemeinsame Oppositionsstrategie, in vielen Wahlkreisen treten neben einem Kandidaten der Regierungskoalition vor allem KDP, Ishin no Kai und KPJ, zum Teil auch die anderen Oppositionsparteien gleichzeitig gegeneinander an. Dabei tritt umgekehrt die KDP in über einem Viertel des Landes, die Ishin no kai in fast der Hälfte des Landes nicht an, während die KPJ mit 213 Mehrheitswahlkandidaten die am flächendeckensten wählbare Oppositionspartei ist. KDP und Ishin no Kai treten in 115 Wahlkreisen gegeneinander an, KDP und KPJ in 142 Wahlkreisen, KDP und DVP in 13 Wahlkreisen.
| Partei                                                                          | Bisherige Abgeordnete | Nominierte Kandidaten      | Nominierte Kandidaten      | Nominierte Kandidaten                                                                | Nominierte Kandidaten                                                                | Nominierte Kandidaten | Nominierte Kandidaten |
| ------------------------------------------------------------------------------- | --------------------- | -------------------------- | -------------------------- | ------------------------------------------------------------------------------------ | ------------------------------------------------------------------------------------ | --------------------- | --------------------- |
| Partei                                                                          | Bisherige Abgeordnete | für 289 Mehrheitswahlsitze | für 289 Mehrheitswahlsitze | für 176 Verhältniswahlsitze (abzüglich siegreiche/disqualifizierte Doppelkandidaten) | für 176 Verhältniswahlsitze (abzüglich siegreiche/disqualifizierte Doppelkandidaten) | Summe                 | Summe                 |
| Partei                                                                          | Bisherige Abgeordnete | (Doppelkandidaten)         |                            |                                                                                      |                                                                                      |                       |                       |
| Liberaldemokratische Partei (Jiyūminshutō)                                      | 247                   | 266                        | 209                        | 209                                                                                  | 285                                                                                  | 342                   |                       |
| Konstitutionell-Demokratische Partei (Rikken Minshutō)                          | 98                    | 207                        | 204                        | 204                                                                                  | 234                                                                                  | 237                   |                       |
| Nippon Ishin no Kai („Vereinigung zur Erneuerung/Restauration Japans“)          | 44                    | 163                        | 145                        | 145                                                                                  | 146                                                                                  | 164                   |                       |
| Kōmeitō („Fairness-/Aufrichtigkeits-/Gerechtigkeitspartei“)                     | 32                    | 11                         | 0                          | 0                                                                                    | 39                                                                                   | 50                    |                       |
| Kommunistische Partei Japans (Nihon Kyōsantō)                                   | 10                    | 213                        | 12                         | 12                                                                                   | 35                                                                                   | 236                   |                       |
| Demokratische Volkspartei (Kokumin Minshutō)                                    | 7                     | 41                         | 41                         | 41                                                                                   | 42                                                                                   | 42                    |                       |
| Reiwa Shinsengumi                                                               | 3                     | 19                         | 16                         | 16                                                                                   | 32                                                                                   | 35                    |                       |
| Sozialdemokratische Partei (Shakaiminshutō)                                     | 1                     | 10                         | 10                         | 10                                                                                   | 17                                                                                   | 17                    |                       |
| Sanseitō („Partizipationspartei“)                                               | 1                     | 85                         | 12                         | 12                                                                                   | 22                                                                                   | 95                    |                       |
| Sonstige                                                                        | 0                     | 17                         | 1                          | 1                                                                                    | 29                                                                                   | 45                    |                       |
| Unabhängige (=ohne Parteinominierung; manche mit Wahlempfehlungen von Parteien) | 22                    | 81                         | –                          | –                                                                                    | –                                                                                    | 81                    |                       |
| Summe                                                                           | 465                   | 1113                       | 650                        | 650                                                                                  | 881                                                                                  | 1344                  |                       |
| Anmerkungen: 1. 2.                                                              |                       |                            |                            |                                                                                      |                                                                                      |                       |                       |

Prominente Abgeordnete, die bei dieser Wahl nicht mehr kandidieren und in den meisten Fällen ihre politische Karriere beenden, sind unter anderem: die Liberaldemokraten Toshihiro Nikai in Wakayama und Takumi Nemoto in Fukushima, die Konstitutionellen Demokraten Naoto Kan in Tokio und Kishirō Nakamura aus Ibaraki (zuletzt Verhältniswahl Nord-Kantō), der Kōmeitō-Politiker Kazuo Kitagawa in Osaka, der Kommunist Keiji Kokuta aus Kyōto (Verhältniswahl Kinki) und der im Zuge des Skandals um schwarze Kassen aus der LDP ausgetretene Ryū Shionoya aus Shizuoka (Verhältniswahl Tōkai).

## Wahlkampf
Kurz vor Beginn des gesetzlichen Wahlkampfs gab es zwei Fernsehdebatten: am 12. Oktober mit sieben Parteivorsitzenden beim Nihon kisha club (日本記者クラブ, „Japanischer Journalistenklub“; engl. „Japan National Press Club“), und am 13. Oktober mit neun Parteivorsitzenden in der politischen NHK-Sonntagstalkshow Nichiyō tōron.
Am 19. Oktober warf ein Mann Molotowcocktails auf die LDP-Zentrale und rammte einen Wagen in eine Absperrung vor dem Amtssitz des Premierministers. Er wurde festgenommen. Das Motiv war zunächst unklar. Der Verdächtige, der nach Angaben seines Vaters in der Vergangenheit als Atomkraftgegner aktiv war, war unmutig über die für eine politische Kandidatur nötigen, in Japan sehr hohen Deposits (siehe auch Shūgiin#Zusammensetzung und Wahl).

## Umfragen und Prognosen
Das Kabinett Ishiba hatte zum Antritt Zustimmungswerte knapp über, teilweise sogar unter 50 %. Es war damit zwar deutlich beliebter als zuletzt das Kabinett Kishida II, ist aber zum Amtsantritt je nach Umfrage eine der unbeliebtesten oder die unbeliebteste Regierung jemals.
Nach den Prognosen zur Wahleröffnung, die durch lokale Umfragen die Wahlkreiseinteilung und Nominierungen berücksichtigen, ist die alleinige absolute Mehrheit der LDP möglicherweise gefährdet, während KDP mit deutlichen Gewinnen rechnen kann. In einigen Vorhersagen zur Schlussphase des Wahlkampfs ist auch die Regierungsmehrheit insgesamt fraglich.

## Wahlbeteiligung und Ergebnis
- KPJ: 8
- ReiShin: 9
- SDP: 1
- KDP: 148
- DVP: 28
- Ishin: 38
- Sansei: 3
- Hoshu: 3
- Unabh.: 12
- Kōmeitō: 24
- LDP: 191

Übersicht der gewonnenen Wahlkreise (rechts unten: Verhältniswahlblöcke)

Die Zahl der Wähler bei der vorzeitigen Abstimmung vor dem Wahltag (期日前投票 kijutsu-mae tōhyō) stieg auf rund 20,96 Millionen oder 20,11 % aller Wahlberechtigten, den zweithöchsten Wert nach 2017. Die Gesamtwahlbeteiligung sank um gut zwei Punkte auf 53,85 % bei der Mehrheitswahl, den drittniedrigsten Wert der Nachkriegsgeschichte vor 2014 und 2017.
Die bisherige Regierungskoalition hat die absolute Mehrheit (233 Sitze) verloren, KDP und DVP verzeichneten deutliche Gewinne. Die Ishin no Kai baute ihre Dominanz in Osaka zwar weiter aus, verlor aber landesweit Sitze. Unter den linken Parteien überholte die Reiwa Shinsengumi die KPJ. Am rechten Rand gewann die Sanseitō drei Sitze, und die „Konservative Partei Japans“ (Nippon Hoshutō) zog neu ins Shūgiin ein.
Die Zahl der gewählten Frauen erreichte mit 73 oder 15,7 % der gesamten Kammer einen neuen Rekordhöchststand.
| Partei                                             | Partei                                             | Sitze vor der Wahl                                 | Verhältniswahl | Verhältniswahl | Verhältniswahl | Mehrheitswahl  | Mehrheitswahl | Mehrheitswahl | Sitze nach der Wahl | Sitze nach der Wahl | Gewinne und Verluste |
| -------------------------------------------------- | -------------------------------------------------- | -------------------------------------------------- | -------------- | -------------- | -------------- | -------------- | ------------- | ------------- | ------------------- | ------------------- | -------------------- |
| Partei                                             | Partei                                             | Sitze vor der Wahl                                 | Stimmen        | Anteil         | Sitze          | Stimmen        | Anteil        | Sitze         |                     | (Frauen)            | Gewinne und Verluste |
|                                                    | Liberaldemokratische Partei (LDP)                  | 247                                                | 14.582.690,000 | 26,7 %         | 59             | 20.867.762,299 | 38,5 %        | 132           | 191                 | 19                  | −56                  |
|                                                    | Konstitutionell-Demokratische Partei (KDP)         | 98                                                 | 11.565.122,620 | 21,2 %         | 44             | 15.740.860,279 | 29,0 %        | 104           | 148                 | 30                  | +50                  |
|                                                    | Nippon Ishin no Kai (Ishin)                        | 44                                                 | 5.105.127,000  | 9,4 %          | 15             | 6.048.103,652  | 11,2 %        | 23            | 38                  | 4                   | −6                   |
|                                                    | Demokratische Volkspartei (DVP)                    | 7                                                  | 6.171.533,489  | 11,3 %         | 17             | 2.349.583,745  | 4,3 %         | 11            | 28                  | 6                   | +21                  |
|                                                    | Kōmeitō (Komei)                                    | 32                                                 | 5.964.415,000  | 10,9 %         | 20             | 730.401,000    | 1,4 %         | 4             | 24                  | 4                   | −8                   |
|                                                    | Reiwa Shinsengumi (ReiShin)                        | 3                                                  | 3.805.060,000  | 7,0 %          | 9              | 425.445,111    | 0,8 %         | 0             | 9                   | 4                   | +6                   |
|                                                    | Kommunistische Partei Japans (KPJ)                 | 10                                                 | 3.362.966,000  | 6,2 %          | 7              | 3.695.806,959  | 6,8 %         | 1             | 8                   | 3                   | −2                   |
|                                                    | Sanseitō (Sansei)                                  | 1                                                  | 1.870.347,000  | 3,4 %          | 3              | 1.357.189,159  | 2,5 %         | 0             | 3                   | 2                   | +2                   |
|                                                    | Nippon Hoshutō (Hoshu)                             | 0                                                  | 1.145.622,000  | 2,1 %          | 2              | 155.837,000    | 0,3 %         | 1             | 3                   | 1                   | +3                   |
|                                                    | Sozialdemokratische Partei (SDP)                   | 1                                                  | 934.598,000    | 1,7 %          | 0              | 283.287,429    | 0,5 %         | 1             | 1                   | 0                   | 0                    |
|                                                    | Sonstige (Sonst.)                                  | 0                                                  | 42.239,000     | 0,1 %          | 0              | 73.030,248     | 0,1 %         | 0             | 0                   | 0                   | 0                    |
|                                                    | Unabhängige/ohne Parteinominierung (Unabh.)        | 22                                                 | –              | –              | –              | 2.534.571,071  | 4,7 %         | 12            | 12                  | 0                   | −10                  |
| Summe (gültige Stimmen)                            | Summe (gültige Stimmen)                            | 465                                                | 54.549.720,109 | 100 %          | 176            | 54.261.877,952 | 100 %         | 289           | 465                 | 73                  | 0                    |
| Wahlbeteiligung (von 103.880.749 Wahlberechtigten) | Wahlbeteiligung (von 103.880.749 Wahlberechtigten) | Wahlbeteiligung (von 103.880.749 Wahlberechtigten) | 55.930.901     | 53,84 %        |                | 55.935.743     | 53,85 %       |               |                     |                     |                      |

Für einzelne Ergebnisse aus allen 11+289 Wahlkreisen siehe Ergebnisse der Shūgiin-Wahl 2024.
Die Sangiin-Nachwahl in Iwate gewann der frühere Abgeordnete Eiji Kidoguchi (KDP) mit 65,9 % der Stimmen gegen die ohne Parteinominierung antretende ehemalige Stadtparlamentsabgeordnete Ayumi Tanaka (21,7 %) und drei weitere Kandidaten.

## Auswirkungen
Am 30. Oktober einigten sich LDP und Kōmeitō auf eine Vereinbarung für die angestrebte Fortsetzung der bisherigen Koalition. Am 30. Oktober stimmten vier unabhängige, vom Skandal um schwarze Kassen betroffene ehemalige LDP-Abgeordnete zu, der LDP-Fraktion beizutreten. Zwei weitere, von vornherein parteilose Abgeordnete konnte die Partei ebenfalls für die LDP-Shūgiin-Fraktion gewinnen, die damit auf 197 Sitze käme, die Koalitionsfraktionen somit auf 221 Sitze.
Für die Regierungsbildung versuchte die bisherige LDP-Kōmeitō-Koalition, DVP und/oder Ishin no Kai zu gewinnen, die eine Koalition aber zunächst abgelehnt haben. Beide Parteien sind aber zu einer inhaltlichen Zusammenarbeit bereit. Am 31. Oktober verständigten sich die Generalsekretäre von LDP und DVP auf eine inhaltliche Kooperation der DVP mit einer LDP-Kōmeitō-Minderheitsregierung in Sachfragen, unter anderem in der Wirtschafts- und Steuerpolitik. Die gestärkte KDP rief die übrige Opposition dazu auf, bei der Premierministerwahl für Yoshihiko Noda zu stimmen. Die DVP will, gegebenenfalls auch in Stichwahlen, für ihren eigenen Vorsitzenden Tamaki abstimmen. Auch die Ishin no kai kündigte am 5. November an, bei der Premierministerwahl für ihren eigenen Parteivorsitzenden abstimmen zu wollen. Bei diesem Abstimmungsverhalten der beiden Parteien wäre die Wiederwahl des LDP-Vorsitzenden zum Regierungschef wahrscheinlich. Zugleich verhandelte die DVP auch mit der KDP über Sachfragen und die parlamentarische Agenda, vor allem bezüglich der Reformen der Regulierung politischer Gelder im Zuge des LDP-Skandals um schwarze Kassen.
Shinjirō Koizumi, erst kurz vor der Wahl von Shigeru Ishiba ernannt, kündigte unmittelbar nach der Wahl seinen Rücktritt als Wahlkampfchef der LDP an. Keiichi Ishii, der bei der Wahl im Wahlkreis 14 von Saitama kandidiert hatte und unterlag, kündigte am 31. Oktober seinen Rücktritt als Kōmei-Parteivorsitzender an. Zum Nachfolger wurde in abgekürztem Wahlverfahren auf einer Vorstandssitzung am 7. November und einem Parteitag am 9. November Land- und Verkehrsminister Tetsuo Saitō bestimmt. Die Sangiin-Abgeordnete und Ex-Staatssekretärin Toshiko Takeya wurde zur stellvertretenden Parteivorsitzenden. Nobuyuki Baba kündigte nach dem schwachen Abschneiden seiner Partei am 6. November an, dass er bei der Wahl zum Ishin-Parteivorsitz am 1. Dezember 2024 nicht mehr kandidieren wird. Einen frühen Vorstoß von einigen LDP-Abgeordneten, Shigeru Ishiba bereits vor der Premierministerwahl zur Ankündigung seines Rücktritts vom Parteivorsitz/Premierministeramt nach der Verabschiedung des Haushalts für das Fiskaljahr 2025 (beginnt in Japan im April) zu bewegen, wehrte dieser am 7. November ab.
Am 11. November kam die Kokkai zu ihrer 215. (für das Shūgiin: konstituierenden) Sondersitzung zusammen. Als Shūgiin-Präsident wurde erneut Fukushirō Nukaga (LDP) gewählt, zum Vizepräsidenten Kōichirō Genba (KDP). Anschließend wurde Shigeru Ishiba von beiden Kammern erneut zum Premierminister designiert; bei der Stichwahl im Shūgiin erhielt er 221 Stimmen.